# Гаральд Ліндберг
Гаральд Ліндберг (фін. Harald Lindberg; 1871–1963) — фінський ботанік шведського походження. Він був сином ботаніка Секста Отто Ліндберга (1835–1889).

## Біографія
Він вивчав природничі науки в Гельсінкському університеті, пізніше провів кілька років, працюючи вчителем середньої школи. У 1910 році він отримав ступінь доктора філософії в Гельсінкі, захистивши дисертацію про Alchemilla vulgaris. Після цього він працював першим хранителем ботанічного музею в Гельсінкі, де залишався до виходу на пенсію в 1941 році.
Протягом усієї своєї кар'єри він збирав і вивчав фенноскандську флору, яка включала субфосилії та мохоподібні. Він також зробив важливий внесок у свої дослідження рослин Південної Європи та Північної Африки: Іспанія, Сицилія, Греція, Кіпр, Марокко та ін. У 1932 році він відвідав Великобританію та Ірландію, де зібрав зразки з роду Taraxacum.
Як систематику йому приписують опис 150 нових ботанічних видів. З 1906 по 1945 рік йому було доручено скласти ексикату «Plantae Finlandiae Exsiccatae». У 1969 році Норман Лофтус Бор назвав рід трав Lindbergella на його честь. В галузі ентомології опублікував трактат «Coleoptera insularum Canariensium» (1958).

## Основні праці
- "Enumeratio plantarum in Fennoscandia orientali sponte et subsponte nascentium", 1901.
- "Schedae operis quod inscribitur Plantae Finlandiae exsiccatae e Museo Botanico Universitatis Helsingforsiensis distributae [Архівовано 2016-03-04 у Wayback Machine.]", 1906–1944.
- "Itinera mediterranea", 1932.
- Die Früchte der Taraxacum-Arten Finnlands, 1935.
- "Iter Cyprium", 1946.[9]